# 金 (姓)
金（きん）は、漢姓の一つ。中国・韓国などに見られる。とくに朝鮮民族の姓の中では最大の姓となっている。中国では、漢民族・回族・満洲民族などが多く称しており、2020年の中華人民共和国の第7回全国人口調査（国勢調査）に基づく姓氏統計によると中国で62番目に多い姓であり、494.71万人がいる。台湾の2018年の統計では第94位で、19,661人がいる。
金氏の由来は多様である。主要な起源としては以下がある。
- #漢民族由来の姓 - 漢民族の伝説によれば、五帝の一人少昊（金天氏）の子孫が金氏を称したとされる。
  - のちに、賜姓・改姓・漢化によって、漢民族を含むさまざまな民族が金氏を称することとなった。
- #朝鮮の姓 - 朝鮮民族の金氏は、新羅の始祖金閼智や金官加羅国の始祖首露王に由来する。金 (朝鮮人の姓)も参照。
- #回族の姓 - 祖先のムスリム名に因むもののほか、賜姓による改姓や他民族からの改宗に由来する。
- #満洲民族の姓 - 満洲民族では、愛新覚羅氏などが漢風の姓として早い時期から金氏を用いていた。

## 漢民族由来の姓

### 主要な起源
伝説
- 五帝の一人少昊（金天氏）の子孫は、「金」を姓とした。

賜姓
- 前漢の武帝の時、匈奴の休屠王の子・日磾らが捕えられ「金」の姓を与えられた。
- 明のとき、モンゴルの王子・也先土幹や、額森図克、阿爾哈特実哩らが降伏し、「金」の姓を与えられた。
- 清の乾隆帝は台湾原住民（高山族）に7つの姓を与えた。その一つが「金」であった。

改姓
- 五代十国の呉越で、劉氏が「金」に改姓した。

他民族の漢化
- 羌族 - 南北朝時代、羌族の中で金姓を称するものがあった。
- ユダヤ人 - 12世紀初期の北宋徽宗の治世、中国に移住・定着して商業を営んだ。漢姓として金・李・俺・艾・趙・張など17の姓を称した。中国のユダヤ人については、開封のユダヤ人参照。
- 朝鮮民族（朝鮮族）、満洲族 は別項参照。

### 歴史
紀元前121年春、漢の武帝は霍去病に命じて隴西を攻めさせ、匈奴の休屠王が天を祀る儀式に用いていた像「祭天金人」を手に入れた。同年秋、休屠王の太子日磾は渾邪王とともに漢に降伏した。武帝は日磾を寵愛し、休屠王の「祭天金人」にちなんで「金」を姓として与えた。金日磾は漢の重臣となる。金日磾と弟の金倫の末裔は「金」を姓とした。金日磾の一族は武帝より七世にわたって内侍を務め、張湯の末裔とともに「金張」と並び称されて功臣世族の代名詞となった。
魏晋南北朝時代から隋唐にかけての貴族の時代、金氏の郡望（豪族として基盤を有する土地、のちに同じ祖先を戴く氏族集団の発祥地を示す）は彭城郡や京兆尹であった。
南北朝時代、金氏の中には現在の甘粛省に移る者がいた。北斉の大都督金祚は安定（現在の甘粛省涇川県）の人である。唐の貞観年間、益州蜀郡（現在の四川省成都市）の「三姓」の一つが金氏であり、汾州西河郡（現在の山西省臨汾市）の「四姓」の一つが金氏であった。
五代十国の一つである呉越では、初代皇帝銭鏐の諱である鏐（りゅう）と同音であることを避け、国内の劉姓の人（項伯の末裔）はみな「金」に改姓した。「劉」の字の頭の「卯」と旁を取り除いたものである。
宋から明の時代、金氏は南方では現在の浙江・江蘇一帯に発展し、現在の江西・安徽・湖南・湖北・福建・広東などに広がった。北方では、河南・河北・遼寧などの地域で金氏が集住する拠点があった。清朝の嘉慶年間より、閩・粤の金氏の中には台湾に移る者があり、またさらに海外（シンガポールなど）へと移住する者があった。
現代の台湾において、金姓の人口は第90位と多くはないが、台湾各地に暮らしている。大陸の金氏の台湾への移住は清代にはじまっているが、史料によればその出身地は時代によって変遷がある。山東に起源を持つ金氏は、まずは安徽・江蘇・浙江などに移住したのち福建・広東に至り、その後福建省を経て台湾に移っている。最初期に台湾に移った金氏は、清の嘉慶年間の金寿老で、台湾の金氏の始祖と見なされている。

### 著名な人物
歴史上の人物
- 金日磾 - 前漢の重臣。匈奴出身で「金」の賜姓を受ける。
- 金旋 - 後漢末期の武将。金日磾の子孫。
- 金禕 - 後漢末期の政治家。金旋の子。
- 金文剛 - 宋代の学者。
- 金履祥 - 元の学者。劉姓より改姓。
- 金鑾 - 明の散曲家。
- 金聖嘆 - 明末清初の文学批評家。張姓より改姓。
- 金農 (書画家)（中国語版） - 清代の書画家。
- 金之俊（中国語版） - 清代の政治家。
- 金侃 - 清代の画家。
- 金榜 - 清代の学者。
- 金樹仁 - 中華民国期の政治家。新疆を支配した。

現代の人物
- 金人慶 - 中華人民共和国の政治家。
- 金美齢 - 台湾出身の日本の評論家。
- 金燕玲 - 台湾の女優・歌手。
- 金莎 - 上海出身の歌手。

作家の金庸はペンネームで、本名は査良鏞。
架空の人物
- 金成英 - 『蕩寇志』の登場人物。
- 金大堅 - 『水滸伝』の登場人物。

## 回族の姓

### 起源
回族の金氏の多くは、祖先のムスリム名に由来するものか、賜姓によって金を姓としたものである。イブラヒムという名は古くは「亦不喇金」と漢訳されており、ここから漢姓として「金」を採ったのである。
また、他民族で金姓を持つ者がイスラム教に帰依する例もある。

### 各地の金氏
- 泉州金氏 - 多くは元末の泉州守将、金吉の末裔である。
- 大興金氏 - 北京の大興金氏は、回族の中でも名門とされる。清の康熙年間に武進士金懐瑋（中国語版）があり、その子孫からは多くの進士・挙人が出た。
- 考城金氏 - 祖籍は北京。のちに汴に移り、明末に黄河の決壊によって考城に移った。金楼東支・金楼西支という支族に分かれた。

### 著名な人物
- 金大車（中国語版） - 明代の詩人。メッカ（麦加）出身で明太祖（朱元璋）から「金」姓を賜った人物を祖先に持つ。

## 満洲民族の姓
金姓は、女真族（満洲民族）の中では最も早く用いられた漢姓である。元末明初、火児阿万戸である阿哈出（本姓は古倫）は、漢姓として「金」を称した。朝鮮の『朝鮮王朝実録』によれば、鉄嶺北部女真の都夫失里千戸の火失貼木は金を姓としたという。
満洲族が金（後金、のちに清）を建国すると、愛新覚羅氏（アイシンギョロ氏）などの皇族が南下した。「アイシン」（ᠠᡳᠰᡳᠨ）は「金」という意味の部族名に由来しており、清朝滅亡後、愛新覚羅氏の多くが漢語に翻訳した「金」姓に改めた。
満洲族の金姓は、もともとの愛新覚羅氏、金佳氏、精吉氏、精格理氏、索爾済氏、鈕祜禄氏、車勒庫車氏、錫爾馨氏、馬佳氏、索爾済氏などの氏族を含んでいる。
また、旗人に編入された朝鮮族の金氏や漢民族の金氏、モンゴル族の阿穆尼布塔斯氏などが、満洲系の金氏に含まれる。

### 著名な人物
- 金壁東 - 中華民国・満洲国の政治家。
- 金名世 - 中華民国・満洲国の政治家。
- 金光平（中国語版） - 言語学者、女真文字研究者。
- 金啓孮（中国語版） - 言語学者、歴史学者。金光平の娘。
- 金友之（愛新覚羅溥任） - 溥儀の末弟。教育家・著作家。
- 金毓嶂 - 地質学者。金友之の長男。
- 金溥聡（中国語版） - 中華民国（台湾）の政治家。元中国国民党秘書長。